# Arabia Felix

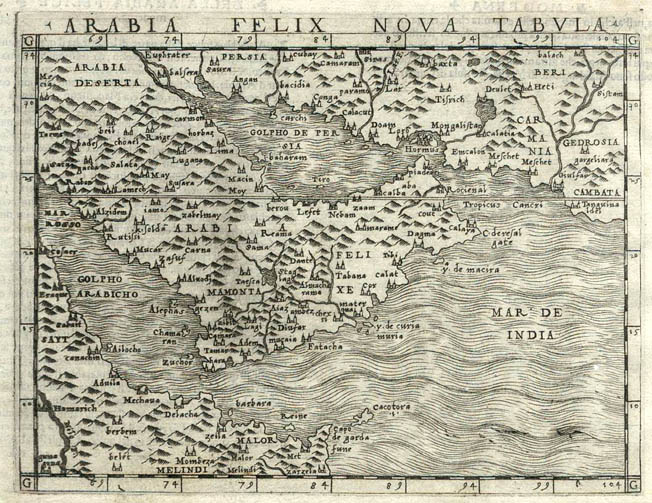
Mappa di Gastaldi del 1548 dell'Arabia felix.

Arabia Felix è il termine latino corrispondente al greco Eudaimon Arabia, utile a designare le regioni più meridionali della Penisola arabica che costituiscono gli Stati dello Yemen e dell'Oman.
Nella geografia semitica il sud si trova a destra, ed entrambi i concetti son resi dalla radice semitica <y-m-n> che vuol dire tra l'altro, "giuramento", ma anche "felice".
L'equivoco linguistico che ne derivò ("yemen = terra felice") curiosamente non risulta del tutto insensato: di fatto, la ricchezza delle regioni arabiche meridionali - da innumerevoli secoli note per l'abbondanza di preziosi aromata, primo fra tutti l'incenso - rendeva più che plausibile l'aggettivo "felix".
Nel descrivere i territori a nord di Yemen si usò invece l'espressione Arabia Petrea (dalla città di Petra) per indicare le regioni nabatee e della palmirena, l'evidente definizione di Arabia deserta per le regioni intermedie e infine, appunto, quella di Arabia Felix per quelle meridionali.
Thorkild Hansen, scrittore danese, ha ricostruito felicemente in un suo romanzo - documentario, intitolato Arabia Felix, una famosa spedizione danese, avvenuta tra il 1761 e il 1767 nello Yemen, voluta da re Federico V di Danimarca «per il progresso delle scienze in generale e una migliore interpretazione delle Sacre Scritture in particolare».
I risultati di questa esplorazione, però, arrivarono in Europa abbastanza in ritardo rispetto al progresso scientifico e la spedizione perse al suo concludersi tutta la notorietà internazionale di cui aveva goduto invece al suo avvio.
Fu guidata da Carsten Niebuhr. Ne facevano parte un filologo, un botanico, un astronomo, un medico e un pittore.